# 115

## Události
- Traianus připojil Mezopotámii k římské říši
- Židé na Kypru a v Egyptě povstali proti římské říši (Quietova válka)
- V prosinci bylo v Antiochii zemětřesení

## Hlavy států
- Papež – Alexandr I. (105/106/107/109–115/116) » Sixtus I.? (115/116–125)
- Římská říše – Traianus (98–117)
- Parthská říše – Pakoros? (77/78–114/115) + Osroés (108–128/129) + Vologaisés III. (111/112–147/148, vzdorokrál)
- Kušánská říše – Vima Kadphises (113–127)
- Čína, dynastie Chan (206 př. n. l. – 220 n. l.)